# Paramedic

Star of Life

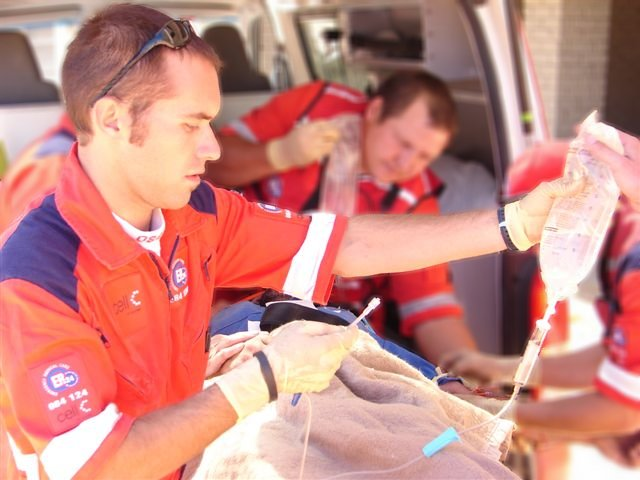
Ein Paramedic gibt eine Infusion

Paramedic ist eine im Englischen verwendete Bezeichnung von nichtärztlichen Berufsgruppen im Bereich des Rettungsdienstes. Paramedics werden weltweit oft in rettungsdienstlichen und notfallmedizinischen Systemen eingesetzt, die nicht arztgestützt sind.

## Paramedics in den USA

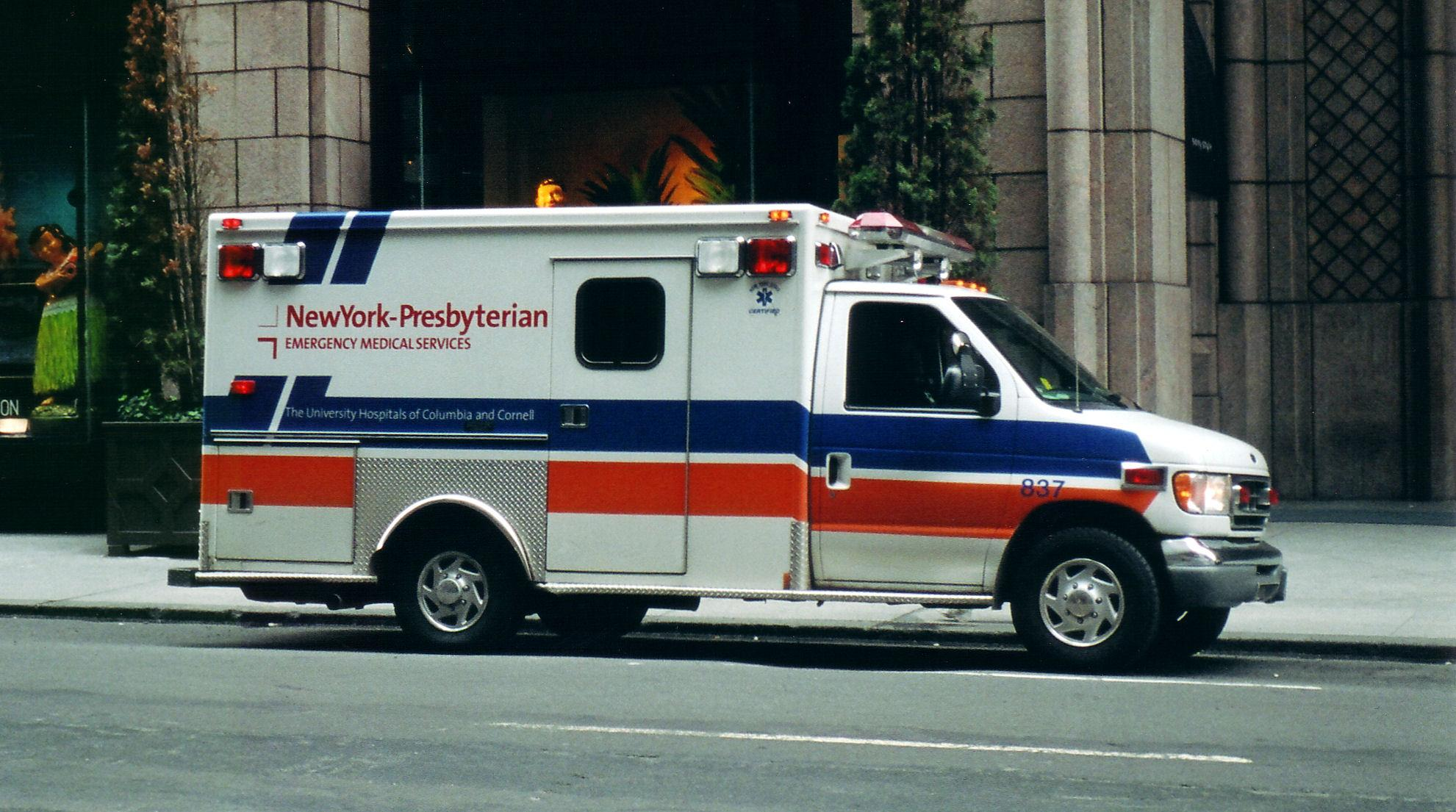
Rettungswagen in New York

### Ausbildung
Die Ausbildung und die Kompetenzen unterscheiden sich je nach örtlichen Gegebenheiten.
Die Ausbildung zum EMT-P (Emergency Medical Technician – Paramedic) dauert zwischen zwei und vier Jahren. Die Ausbildung teilt sich dabei in die Basisausbildung zum EMT-B (Emergency Medical Technician – Basic), die weitergehende Ausbildung zum EMT-I (Emergency Medical Technician – Intermediate) und die abschließende Ausbildung auf.
EMT-Ps haben oft ein College-Studium mit einem Associate Degree als Associate of Applied Sciences – Paramedic abgeschlossen.

#### Inhalte der EMT-B-Ausbildung
- Lebensrettende Sofortmaßnahmen und Erste Hilfe
- Sauerstoffgabe
- Einsatz des Spineboards
- Schienen von Knochenbrüchen

#### Inhalte der EMT-I-Ausbildung
- Intravenöser Zugang
- Intubation
- Initiale medikamentöse Versorgung bei Herz-Kreislauf-Problemen

#### Inhalte der EMT-P-Ausbildung
- Interpretation des EKGs
- Medikamentengabe
- Erweiterte Atemwegssicherung (beispielsweise Rapid Sequence Induction)
- Reanimation von Polytrauma-Patienten
- Kindernotfälle

Die Kernkompetenzen sind ACLS (Advanced Cardiac Life Support) und Analgesie zur Herstellung der Transportfähigkeit.

### Freiwillige Zertifizierung
In den USA gibt es eine Zertifizierung der EMTs (Rettungsassistenten bzw. Rettungssanitäter) gemäß Ausbildungsstand auf vier Stufen. Auch wenn einzelne Bundesstaaten abweichende Regeln haben, müssen die Mindestnormen des Verkehrsministeriums U.S. Department of Transportation – Standards für das EMT-B (Emergency Medical Technician – Basic) Curriculum erfüllt sein.
Das freiwillige Registrierungsverfahren unterscheidet:
- EMT-Basic (entspricht etwa dem Sanitätshelfer in Deutschland)
- EMT-I/85 (Intermediate) (etwa dem Rettungssanitäter in Deutschland)
- EMT Paramedic (etwa dem Notfallsanitäter)

### Arbeitsweise
Paramedics sind in ihrer Handlungsweise stark an starr festgelegte Vorgehensweisen gebunden, nach denen sie zu handeln haben. In den USA haben die Paramedics meist eine Liste an Standardmaßnahmen vorgegeben, die sie vornehmen dürfen. Diese Listen werden vom jeweiligen Bundesstaat herausgegeben und variieren nach Staat, Ausbildungsstand und Situation. Es kann dabei auch vorgesehen sein, dass ein Arzt der Maßnahme über Funk zustimmen muss, wobei auch Verhaltensweisen für Funkausfälle vorgesehen sind.

### Populärkultur
Die Fernsehserie Emergency! (deutsch Notruf California) veranschaulichte während der Entstehung des Paramedic-Systems in den frühen 1970er Jahren deren Arbeit in populärer Weise.

## Paramedics in Kanada

### Ausbildung
In Kanada werden drei Arten von Paramedics unterschieden:
- Primary Care Paramedic
- Advanced Care Paramedic
- Critical Care Paramedic

Die Ausbildung zum Primary Care Paramedic dauert ein bis zwei Jahre. Nach ein bis drei Jahren Berufserfahrung kann man sich in einem zwei bis drei Semester umfassenden Studium zum Advanced Care Paramedic ausbilden lassen. Nach weiterer Praxiserfahrung und zwei bis drei Semestern Ausbildung wird man Critical Care Paramedic.

#### Inhalte der Primary-Care-Paramedic-Ausbildung
- Lebensrettende Sofortmaßnahmen und Erste Hilfe
- Medikamentengabe zur Symptombekämpfung (Sauerstoff, Nitroglyzerin, ASS, Adrenalin etc.)
- Einsatz des Spineboards
- Halb-Automatische Defibrillation

#### Inhalte der Advanced-Care-Paramedic-Ausbildung
- periphervenöser Zugang
- Intubation
- Medikamentengabe (20 Medikamente)
- Spannungspneumothoraxentlastung
- Interpretation des EKG
- Defibrillation

#### Inhalte der Critical-Care-Paramedic-Ausbildung
- Medikamentengabe (60 Medikamente)
- Erweiterte Atemwegssicherung (beispielsweise Rapid Sequence Induction)

### Arbeitsweise
Die Ausbildung ist sehr intensiv und daher werden Paramedics in Kanada den Krankenschwestern und anderen nicht-ärztlichen Ausbildungen gleichgestellt. Nach Erlaubnis durch einen Arzt dürfen sie auch Maßnahmen durchführen, die zum Standardkatalog einer höheren Ausbildung gehören.
Die Critical Care Paramedics werden meist nur für Intensivtransporte eingesetzt.

## Paramedics im Vereinigten Königreich

### Ausbildung
Hochschulabschluss nach den Standards des Colleges of Paramedics an einer anerkannten Universität, Beispiele: BSc (Hons), vier Jahre oder FdSc Paramedic Science, drei Jahre sowie weitere Postgraduierten-Studiengänge.
Alle anderen Voraussetzungen entfallen und sind entweder zum Teil durch studentische Praktika, durch das College of Paramedics oder durch den Arbeitgeber geregelt. Eine Rezertifizierung findet durch das College of Paramedics statt.
Andere rettungsdienstliche Ausbildungen im Vereinigten Königreich umfassen die folgenden Kurse.
- Ambulanceman:
  - 96 Stunden Grundausbildung
- Emergency Medical Technician (EMT) (vgl. Rettungssanitäter):
  - Voraussetzung einjähriger Dienst als Ambulanceman
  - 360 Stunden Ausbildung
- Emergency Care Assistant (ECA):

Diese Ausbildung ist bisher nur wenig reguliert und soll die beiden oben genannten Ausbildungsstufen ersetzen. Das Berufsbild ist als Assistent des Paramedics angelegt. Der ECA hat keine eigenen Behandlungskompetenzen.
Ein Aufstieg zum Paramedic durch Praxis und Schulung vom Ambulance Technician oder Emergency Medical Technician ist nicht mehr möglich.